# The Golden Fleece (film)
The Golden Fleece er en amerikansk stumfilm fra 1918 af Gilbert P. Hamilton.

## Medvirkende
- Joseph Bennett som Jason
- Peggy Pearce som Rose
- Jack Curtis som Bainge
- Harvey Clark som Regelman
- Graham Pettie som Hiram